# Virgen de la Encina (Macotera)
La Virgen de la Encina o Nuestra Señora de la Encina es la patrona de Macotera (Salamanca, España) donde es venerada desde, al menos, 1540. Es uno de los símbolos de la villa, prueba de ello es que figura en su escudo municipal.
Se trata de la advocación mariana que goza y ha gozado de mayor veneración entre los macoteranos. Prueba de ello es que no faltan todos los años mayordomos que asisten a la Virgen y se encargan del mantenimiento de la ermita y de tocar la campana dos veces al día, una por la mañana y otra al atardecer. El toque de esta campana llama al rezo de una salve a la Virgen de la Encina. 

## Las leyendas
Distinguimos varias leyendas sobre la Virgen de la Encina:
- Una cuenta que la Virgen se apareció a unas esclavas en el lugar donde está la ermita y que ésta iba a luchar contra los moros. Un día la apresaron y la cortaron las manos y la cabeza. Las esclavas que la acompañaban consiguieron estos restos y los trajeron a donde se les había aparecido.[3]

- Otra leyenda, muy parecida a la anterior, cuenta que la Virgen iba a luchar contra los moros en la época de la Reconquista y que un día los moros la apresaron y la cortaron las manos y la cabeza. Entonces sus sirvientas trajeron sus manos y su cabeza a Macotera y aquí se les apareció en una encina.[4]

- Su imagen está compuesta de cabeza, manos y un entramado que le hace de cuerpo. Esto está relacionado con otra leyenda que dice que si alguien la viese desnuda se quedaría ciego.[5]

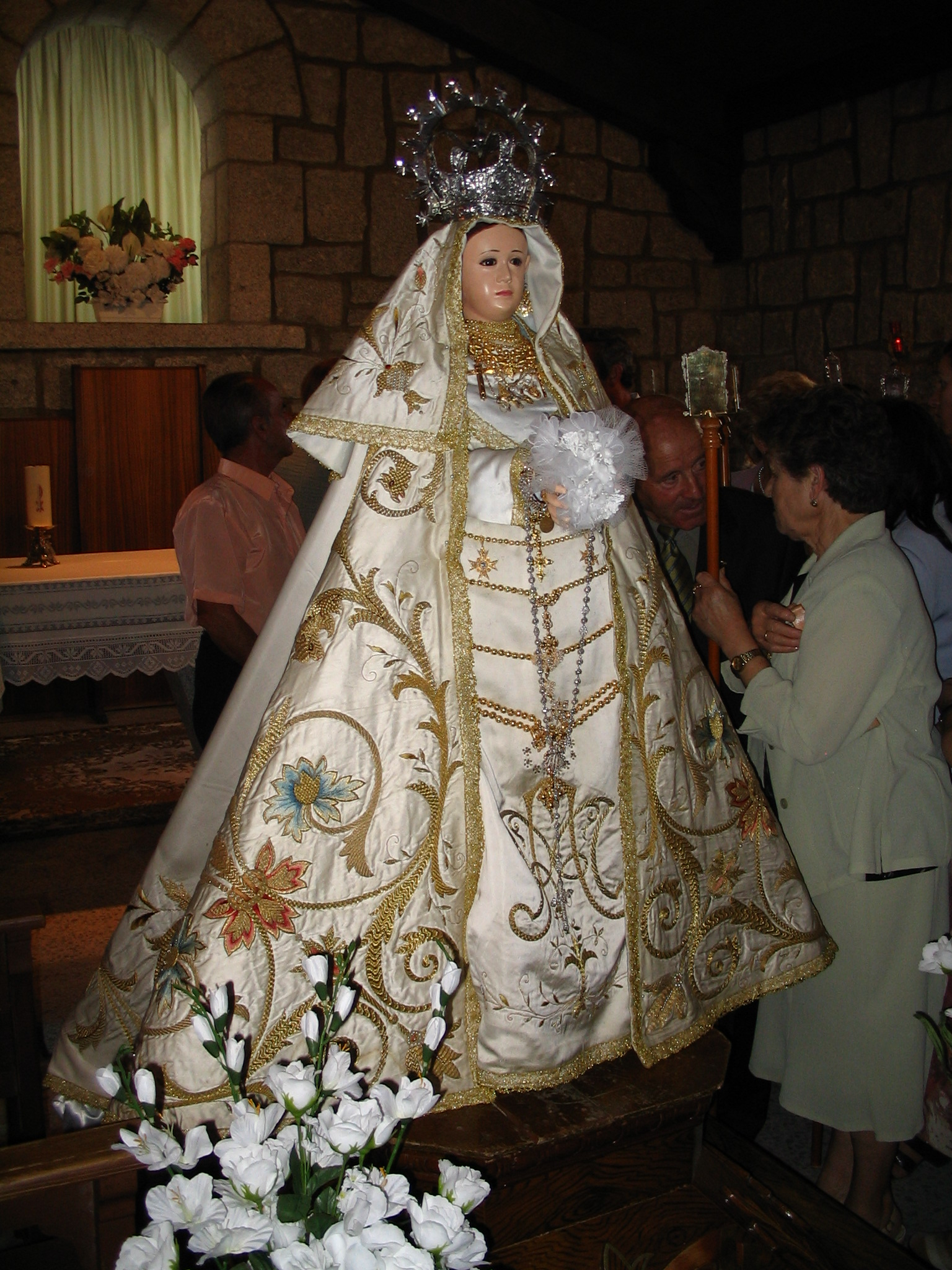
Virgen de la Encina en su ermita.

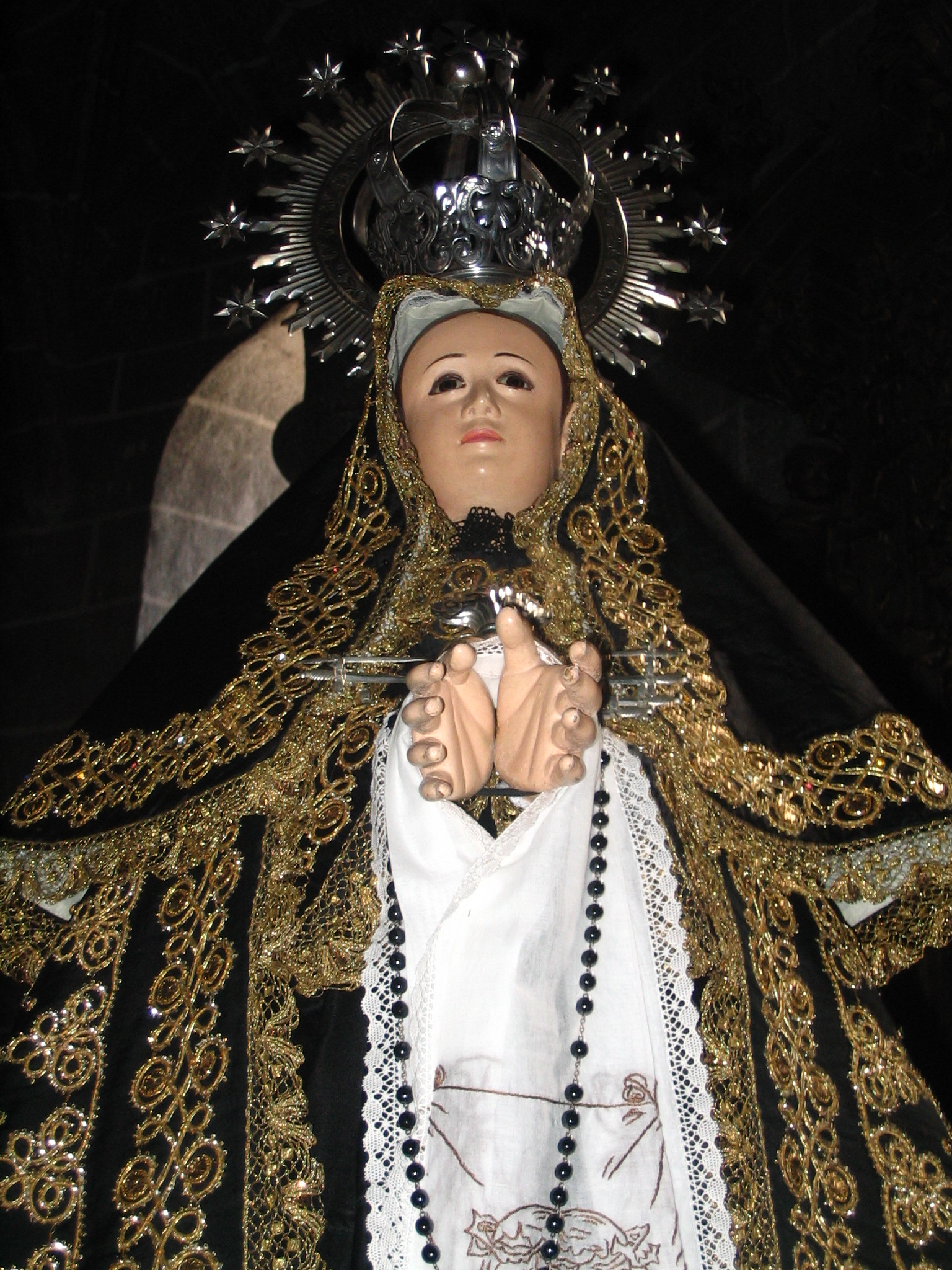
Virgen de la Encina vestida de luto en Semana Santa.

## La historia
Al margen de estas leyendas se sabe que Nuestra Señora de la Encina era ya venerada en la antigua ermita desde al menos 1540 y que la gente al morir dejaba legados a la Virgen para que se dijesen misas por el eterno descanso de sus ánimas en la ermita. Un ejemplo es el collar de oro y la toca que lega la mujer de Juan Terracos el 4 de octubre de 1592 para vestir a la Virgen.
En 1609 el Visitador eclesiástico, que era un representante del Obispo, dice: 

Aquí hay una ermita de Nuestra Señora de la Encina, muy bien tratada, que podía ser iglesia de monjas, su capilla muy bien enmaderada y su retablo muy bueno; no tiene renta esta ermita, aunque las limosnas son muchas, se gastan en reparar la ermita, en fiestas y misas.

 Poseía, además de las limosnas, una alameda de negrillos (en la calle Alameda), huertos entre la alameda y la ermita, parte del terreno del actual cementerio, y unas viñas y tierras de labranza.
En 1730 D. Juan  Francisco Caballo Labajos, residente en América, manda un collar de oro puro para la Virgen el cual se le ponía en su fiesta y para el día del Encuentro el Domingo de Resurrección.
En esta ermita primitiva se celebraba el día 15 de agosto la Asunción de María, esto se deja de hacer el año 1727 por la afluencia de macoteranos y forasteros y porque muchos de ellos se subían a la tribuna y ésta amenazaba a ruina.

Manda [el Señor Obispo] que la festividad de Nuestra Señora de la Asunción se celebre todos los años, en la iglesia de este lugar, para que, más cómodamente, puedan oír sermón y demás oficios, respecto a ser la ermita angosta y no caber en ella la gente, por ser este lugar de muchos vecinos.

Esta ermita sirvió en el siglo XIX de escuela de primeras letras para niños y adultos.
En el año 1971, siendo capellán de la virgen D. Rafael Pascual Pérez, se demolió esta antigua ermita y se construyó una nueva que es la actual. Esta ermita tiene una sacristía y un camarín para la Virgen. El arquitecto que se encargó de su construcción fue Amando Diego Vecino.
Además de la Virgen, hay en esta ermita un Calvario estimable y un San Nicolás Tolentino al que algunos dicen que es el patriarca Noé, por tener en sus manos un tonel.

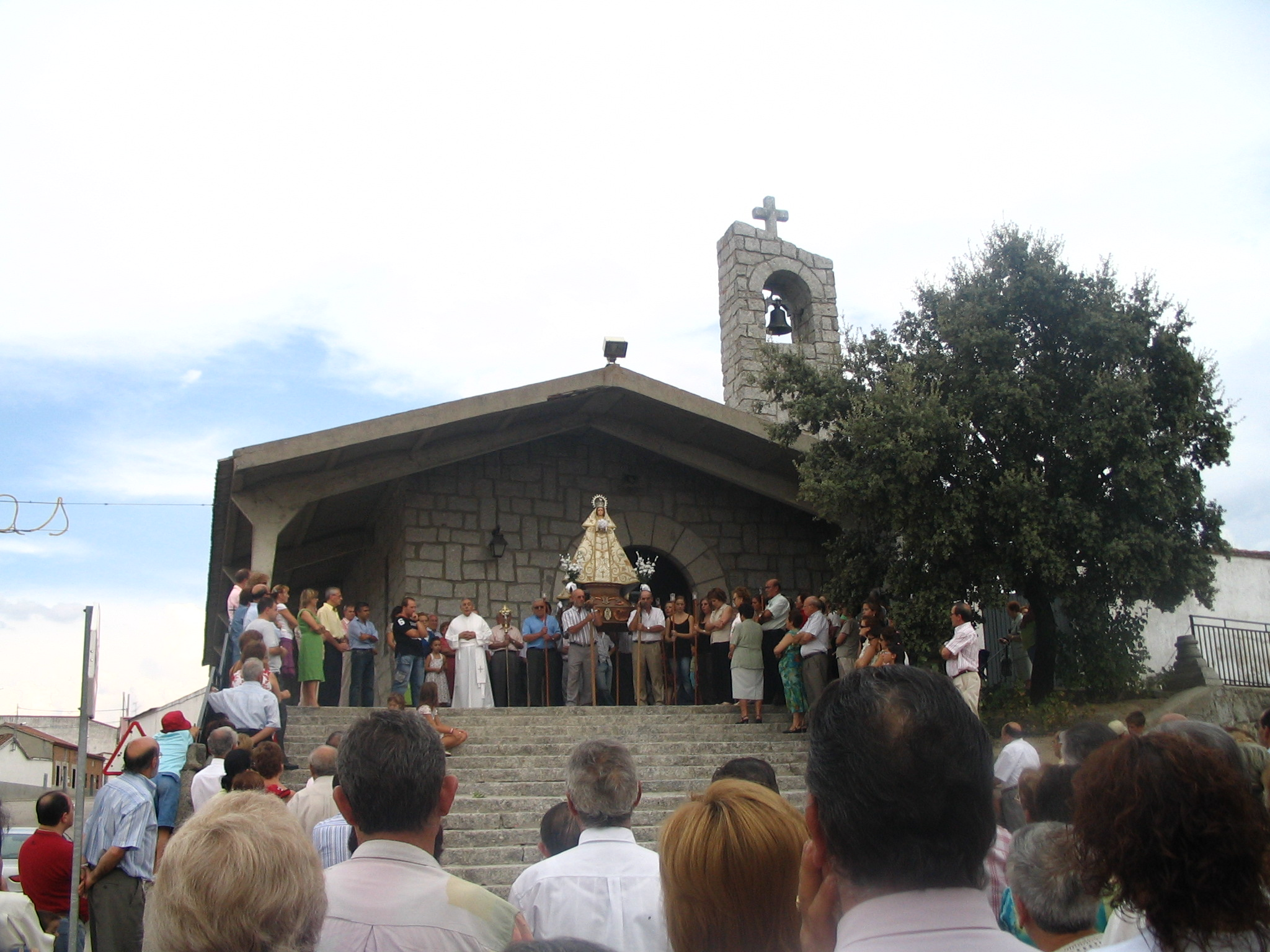
Rezo de la salve a la Virgen de la Encina ante su ermita.

## Apuntes sobre la devoción a la Virgen de la Encina en su ermita[11]
La Virgen de la Encina gozó y goza de gran simpatía y devoción no sólo de los macoteranos, sino incluso de muchas personas de los pueblos vecinos, que acudían a su fiesta. Los forasteros se pasaban dos y tres días en el pueblo, participando en los actos religiosos. Asistía tal multitud a sus cultos y novena, que el Visitador ordenó: 

que se pusiese un pilar de piedra labrada como soporte de la viga de la tribuna, pues amenazaba ruina por la cantidad de gente que seguía los rezos desde arriba.

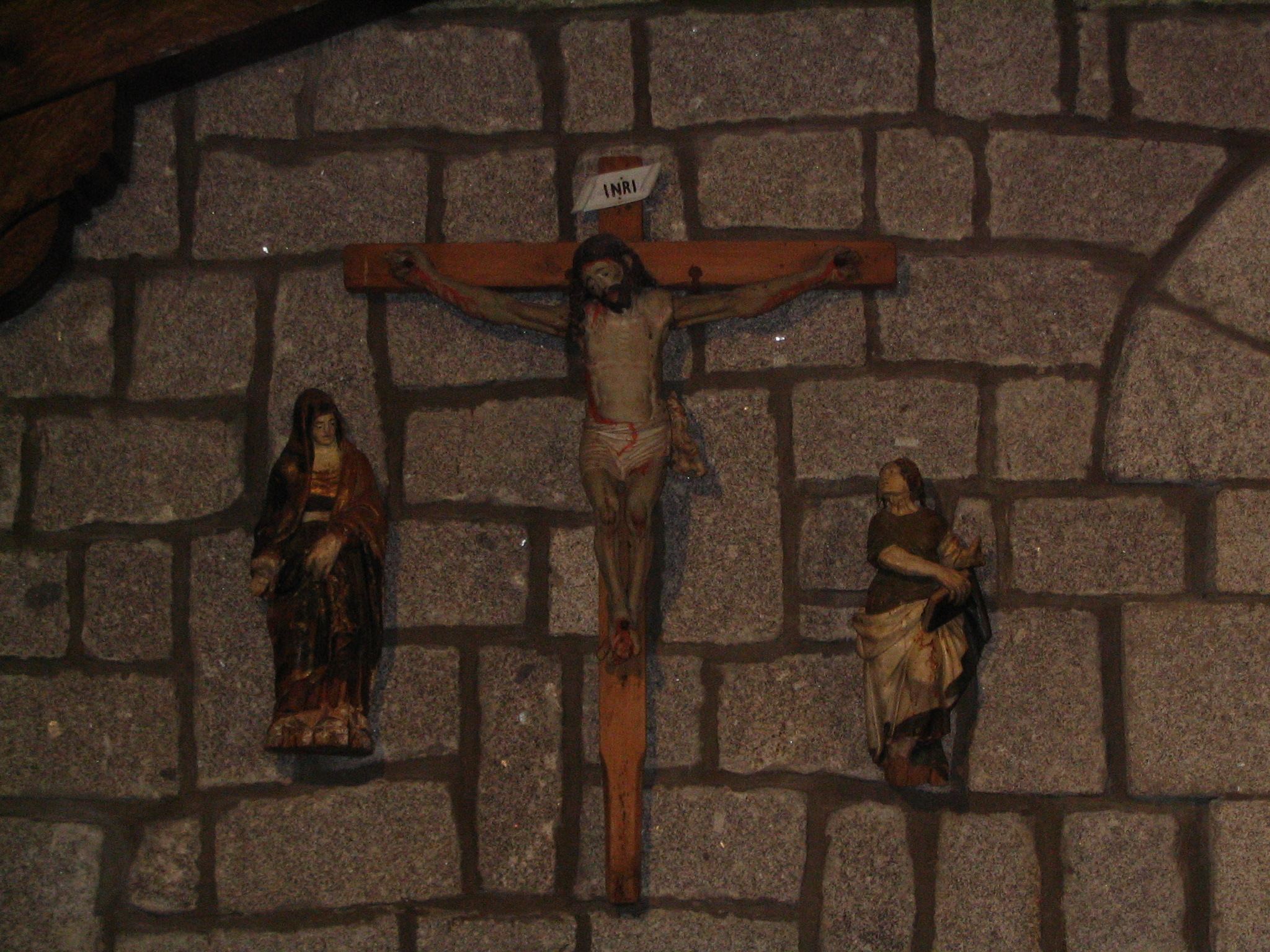
Calvario que hay en la ermita de la Virgen

En un principio, la gente foránea se quedaba a dormir en la propia ermita; entonces, el Obispo decretó la construcción de una casa adosada a la ermita, para que les sirviera de refugio: 

...ya que es yndecentte se duerma en dicha hermitta.

 Dijo también: 

...se agan buenos zimienttos y se metan, en medio de las paredes, pedazos de ladrillos, para que sean más durables.

Dicha casa se edificó y la obra importó 4.400 maravedíes; pero, pasados unos días, se arruinó. El Visitador pidió responsabilidades a los albañiles y al mayordomo de la ermita, y exigió se edificase de nuevo a su costa, pero no se volvió a construir. En cambio, y en cuanto a los gastos, la ermita se comprometía a pagar una parte y se exigía a los maestros albañiles y al mayordomo que abonasen la otra mitad so pena de excomunión mayor y multa de dos mil maravedíes. Los albañiles se declararon insolventes y el mayordomo tuvo que correr con todos los gastos. La casa disponía de dos dormitorios: uno para los hombres, otro para las mujeres y una cocina muy amplia, que servía también de comedor. Tenía una puerta que la comunicaba con la ermita. 

Aga hazer una puerta muy buena, con sus bajas de piedra y sobrepuertta, en la puertta que se abrió para la obra de la dicha casa que se cayó; y, del medio para arriba, se le ponga sus barras de hierro de manera que se pueda hazer orazión desde allí a Nuestra Señora esttando zerradas las puerttas; con su clavazón, cerradura y llave. Lo que ttodo se aga, junttamentte, con unos soportales que ttengan hueco y anchura ttodo el ancho de la pared de la dicha hermitta, con sus ttres pilares de buena piedra labrada, a donde se reciva la gentte que no pudiere enttrar en la dicha hermitta, quando uviere alguna fiestta

.

## Fiestas en su honor

### 8 de septiembre
Su principal fiesta se celebra el día 8 de septiembre, día de la Natividad de Nuestra Señora. El día 31 de agosto se traslada en procesión a la Virgen desde su ermita hasta la Iglesia Parroquial y comienza una novena, que es muy concurrida, en la que además se reza el rosario. 

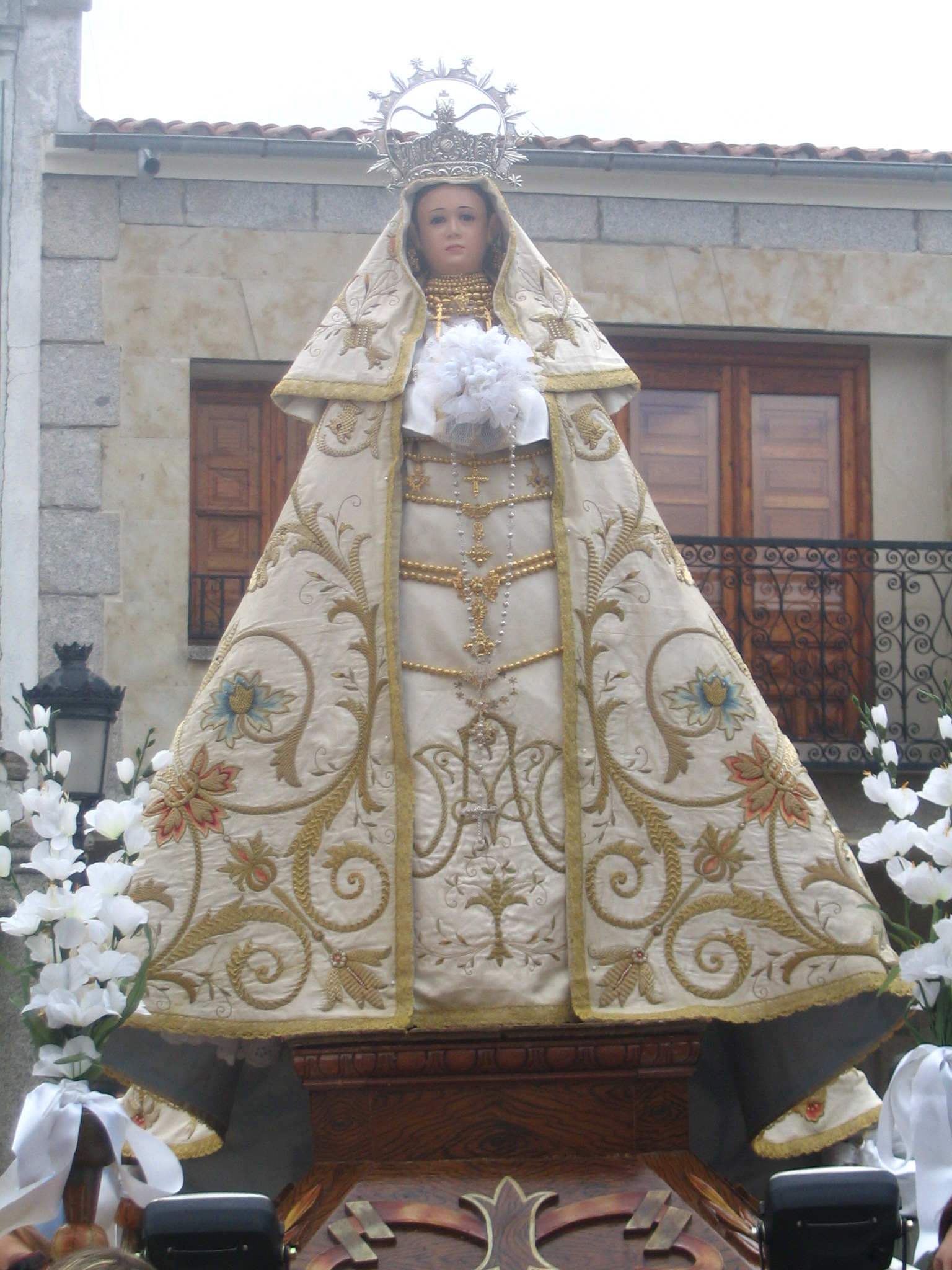
Virgen de la Encina.

El 8 de septiembre se celebra al mediodía una Misa Solemne a la que acuden autoridades y la corporación municipal. Ya por la tarde, se devuelve la Virgen a su ermita en procesión mientras se canta el rosario. Al final de esta procesión, ya delante de la puerta de la ermita, se canta una salve y tiene lugar el intercambio de las varas de la mayordomía de Nuestra Señora de la Encina entre los mayordomos salientes y entrantes. 

### 15 de agosto
Junto a la fiesta de septiembre, hemos de reseñar la del 15 de agosto (Asunción de María). Durante esta fiesta, que está unida a la del patrón San Roque que se celebra el día 16,  se celebra Misa Solemne cantada en latín (misa que llaman De Angelis) por el coro parroquial. Al día siguiente, después de la misa en honor a San Roque, sale a la plaza mayor acompañada de la imagen del patrón para escuchar la loa que se pronuncia desde el balcón del ayuntamiento. Leída la loa, la Virgen vuelve a la iglesia y aguarda la llegada de San Roque que tiene lugar hacia las siete de la tarde. En el breve acto que tiene lugar entonces, además de una oración a San Roque, se entona la salve a la Virgen de la Encina. 

### Semana Santa
Además, la Virgen de la Encina tiene un papel relevante durante la Semana Santa macoterana. El Viernes Santo acude a la procesión del Santo Entierro vestida de luto y, finalizada ésta, los macoteranos rezan una salve a la patrona frente a la Iglesia Parroquial. Por último, el Domingo de Resurrección, acude a la procesión del Encuentro con Jesús Resucitado durante la cual se retira el velo negro que simboliza el luto y se deja ver su vestido blanco.